# Podlipie (Dąbrowa)
Pour les articles homonymes, voir Podlipie.
Podlipie est une localité polonaise de la gmina de Bolesław, située dans le powiat de Dąbrowa en voïvodie de Petite-Pologne.